# گمینا ویلکا ویش
گمینا ویلکا ویش (به لهستانی:  Gmina Wielka Wieś) یک گمینا در لهستان است که در شهرستان کراکوف واقع شده‌است. گمینا ویلکا ویش ۴۸٫۳ کیلومتر مربع مساحت و ۹٬۶۰۴ نفر جمعیت دارد.